# Luzaga
Luzaga ist ein Ort und eine Gemeinde (municipio) mit 68 Einwohnern (Stand: 2024) im Südwesten der Provinz Guadalajara in der Autonomen Gemeinschaft Kastilien-La Mancha. 

## Lage und Klima
Luzaga liegt in einer Höhe von ca. 1070 m in der Kulturlandschaft der Serranía. Die Entfernung zur südwestlich gelegenen Provinzhauptstadt Guadalajara beträgt ca. 55 Kilometer (Fahrtstrecke). Das Klima ist gemäßigt bis warm; Regen fällt übers Jahr verteilt.

## Bevölkerungsentwicklung
| Jahr      | 1970 | 1981 | 1991 | 2001 | 2011 | 2021 |
| Einwohner | 255  | 171  | 113  | 99   | 92   | 66   |

## Sehenswürdigkeiten

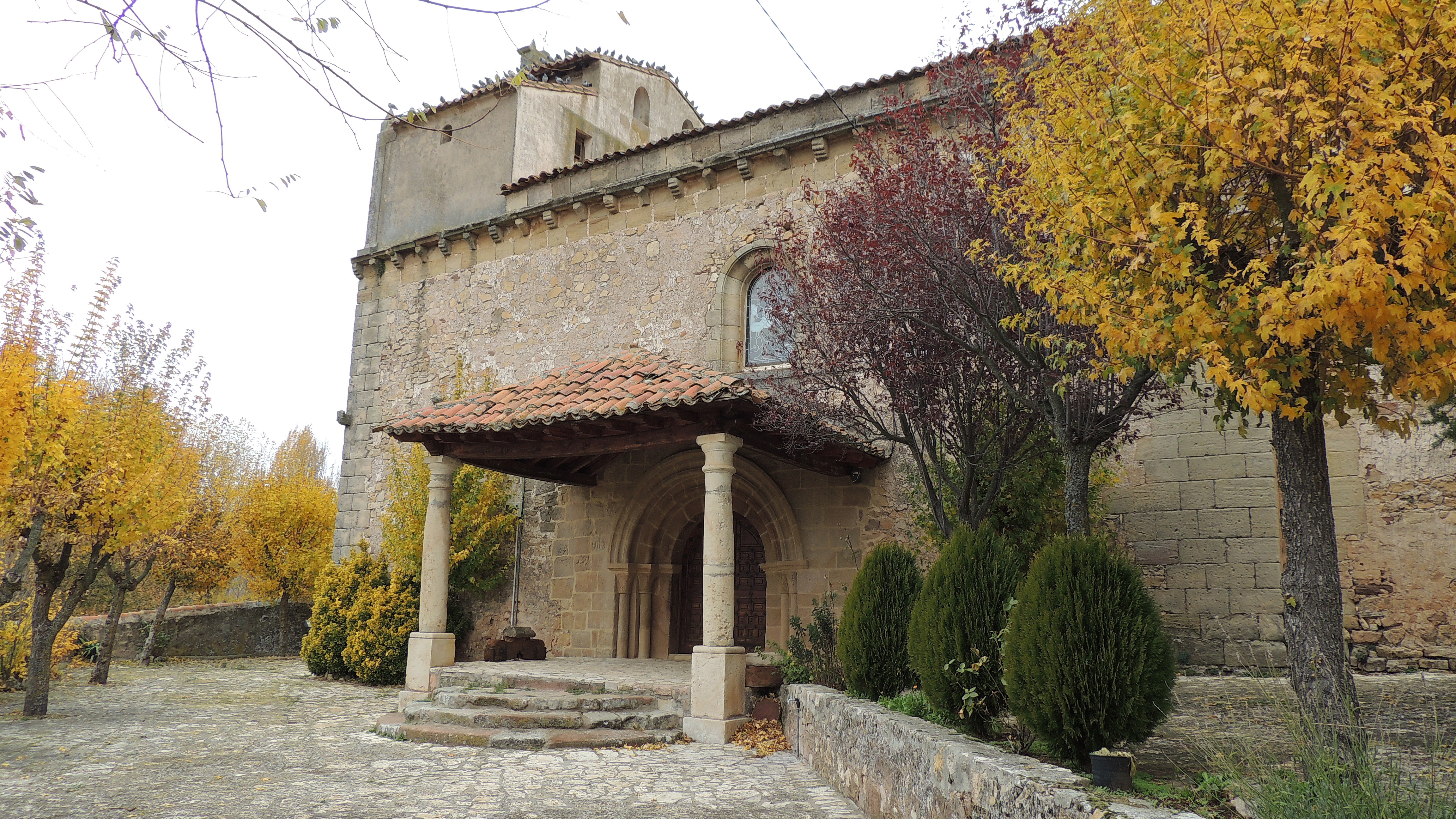
Kirche Mariä Himmelfahrt

- Kirche Mariä Himmelfahrt